# Litteraturåret 2017

## Årets händelser
- 23–26 mars – Bokmässan i Leipzig
- 23 april – Världsbokdagen
- 28 september–1 oktober – Bokmässan i Göteborg med huvudtema "bildning" och teman som 500-år sedan reformationen och Finlands 100-årsjubileum.[1]
- 11–15 oktober – Bokmässan i Frankfurt

## Priser och utmärkelser
- Nobelpriset i litteratur – Kazuo Ishiguro, Storbritannien
- Alf Henrikson-priset – Thomas Qvarsebo
- Axel Hirschs pris – Fredrik Elgh, Göran Stenberg, Ola Wennstedt och Lena Johannesson
- Borås Tidnings debutantpris – Thom Lundberg för romanen För vad sorg och smärta
- De Nios Stora Pris – Agneta Pleijel
- De Nios Vinterpris – Catharina Gripenberg, Kerstin Norborg och Elisabeth Rynell
- Disapriset – Carina Burman
- Doblougska priset – Theodor Kallifatides och Ulf Lundell, Sverige samt Steinar Opstad och Linn Ullmann, Norge
- Ferlinpriset – Ann Jäderlund
- Georg Büchner-priset – Jan Wagner
- Gerard Bonniers lyrikpris – Johan Jönson för dit. dit. hään.
- Gustaf Fröding-sällskapets lyrikpris – Ola Magnell
- Ivar Lo-priset – Anneli Jordahl
- Jolopriset – Nathan Shachar
- Karl Vennbergs pris – Henrika Ringbom
- Katapultpriset – Henning Brüllhoff för Allt jag begär
- Litteraturpriset till Astrid Lindgrens minne – Wolf Erlbruch
- Ludvig Nordström-priset – Anna-Klara Bankel
- Samfundet De Nios Särskilda pris – Claes Andersson
- Stiftelsen Natur & Kulturs översättarpris – Anna Bengtsson och Ola Wallin
- Stiftelsen Selma Lagerlöfs litteraturpris – Lars Norén
- Stig Dagermanpriset – Anders Kompass
- Stina Aronsons pris – Åke Smedberg
- Svenska Akademiens nordiska pris – Dag Solstad
- Svenska Akademiens översättarpris – Aimée Delblanc
- Sveriges Radios lyrikpris – Catharina Gripenberg
- Sveriges Radios Novellpris – Lina Ekdahl för novellen Rent bord
- Sveriges Radios romanpris – Caterina Pascual Söderbaum
- Tollanderska priset – Max Engman
- Övralidspriset – Ann Jäderlund

## Årets böcker

### Skönlitteratur

#### Romaner/noveller
- Lena Ackebo – Kära Barbro
- Johannes Anyuru – De kommer att drunkna i sina mödrars tårar
- Paul Auster – 4321
- Arne Dahl – Inland
- Kjell Espmark – Resan till Thule
- Peter Fröberg Idling – Julia & Paul
- Per Hagman – Allas älskare, ingens älskling
- Josefin Holmström – Samuel är mitt namn
- Theodor Kallifatides – Ännu ett liv
- Elise Karlsson – Klass
- Daniel Kehlmann - Tyll (tysk originalutgåva)
- Ellen Mattson – Tornet och fåglarna
- Jo Nesbø – Törst
- Mikael Niemi – Koka björn
- Lars Norén – Efterlämnat
- Salman Rushdie – Det gyllene huset
- George Saunders – Lincoln i bardo
- Åke Smedberg – Sprängskiss av en jaktberättelse
- Oline Stig — Hägring
- Isabelle Ståhl – Just nu är jag här
- Anne Swärd – Vera
- Philip Teir – Så här upphör världen
- Jerker Virdborg – Sommaren, syster
- Kjell Westö – Den svavelgula himlen
- Klas Östergren – I en skog av sumak
- Cecilie Östby - Mistelbarn

#### Lyrik
- Kjell Espmark – Skapelsen
- Agnes Gerner – Sus
- Lennart Sjögren – De andra trädgårdarna
- Göran Sonnevi – Sekvenser mot Omega
- Jesper Svenbro – Namnet på Sapfos dotter

#### Drama
- Sara Stridsberg – Nelly Sachs kommer aldrig fram till havet

### Sakprosa
- Ernst Brunner – Darra. Om Swedenborg
- Peter Englund – Stridens skönhet och sorg 1917
- Mattias Fyhr – Svensk skräcklitteratur. 1, Bårtäcken över jordens likrum
- Carl-Johan Malmberg – Var hemlig och gläds. Vandringar i William Butler Yeats poetiska världar
- Per T. Ohlsson – 1918
- Johan Svedjedal – Den nya dagen gryr. Karin Boyes författarliv
- Per Wirtén – Är vi framme snart?

## Avlidna
- 2 januari – John Berger, 90, brittisk författare, målare och konstkritiker.[2]
- 8 februari – Tom Raworth, 78, brittisk poet.
- 16 mars – Torgny Lindgren, 78, svensk författare.
- 17 mars – Derek Walcott, 87, saintluciansk författare, nobelpristagare 1992.
- 1 april – Jevgenij Jevtusjenko, 84, rysk författare.
- 11 maj – Elisabet Hermodsson, 89, svensk författare, konstnär, kulturjournalist och viskompositör.
- 13 juni – Ulf Stark, 72, svensk barnboksförfattare.[3]
- 27 juni – Michael Bond, 91, brittisk författare[4]
- 4 juli – Daniil Granin, 99, rysk författare.[5]
- 22 juli – Hans Björkegren, 84, svensk journalist, författare och översättare.[6]
- 4 augusti – Lars Nygren, 74, svensk författare, litteraturkritiker och inläsare.[7]
- 17 augusti – Sirkka Selja, 97, finsk poet.[8]
- 5 oktober – Anne Wiazemsky, 70, fransk författare och skådespelare.[9]
- 10 november – Johan Malm, 86, svensk översättare.[10]

### Fotnoter
1. ↑  ”Bildning och Finland på Bokmässan 2017”. Mynewsdesk. 26 september 2016. http://www.mynewsdesk.com/se/svenska_massan/pressreleases/bildning-och-finland-paa-bokmaessan-2017-1575763. Läst 31 december 2016.
2. ↑  http://www.nytimes.com/2017/01/02/arts/design/john-berger-provocative-art-critic-dies-at-90.html?_r=0
3. ↑  ”Ulf Stark har avlidit”. Dagens Nyheter. 13 juni 2017. http://www.dn.se/kultur-noje/ulf-stark-har-avlidit/.
4. ↑  http://www.bbc.com/news/entertainment-arts-36428937
5. ↑  ”Writer Daniil Granin died in Saint Petersburg” (på engelska). true-news.info. 5 juli 2017. Arkiverad från originalet den 9 januari 2018. https://web.archive.org/web/20180109180856/http://true-news.info/writer-daniil-granin-died-in-saint-petersburg/. Läst 5 juli 2017.
6. ↑  ”Översättaren Hans Björkegren död - Sydsvenskan.se” (på svenska). Sydsvenskan.se. 23 juli 2017. https://www.sydsvenskan.se/2017-07-23/oversattaren-hans-bjorkegren-dod. Läst 24 juli 2017.
7. ↑  Minnesord i Svenska Dagbladet 21 augusti 2017 sid.27 av Jonas Ellerström
8. ↑  ”Runoilija Sirkka Selja on kuollut – suomalaisen runouden ”grand old lady” teki elämänuransa runouden parissa” (på finska). Helsingin Sanomat. 18 augusti 2017. http://www.hs.fi/kulttuuri/art-2000005331398.html. Läst 20 augusti 2017.
9. ↑  ”La romancière et actrice Anne Wiazemsky est morte” (på franska). Le Monde. 5 oktober 2017. http://www.lemonde.fr/disparitions/article/2017/10/05/la-romanciere-et-actrice-anne-wiazemsky-est-morte_5196570_3382.html. Läst 5 oktober 2017.
10. ↑  Dödsannons i Svenska Dagbladet 26 november 2017 sid.74 och dödsruna 8 december 2017 sid.56